# Hesperoptenus doriae
Hesperoptenus doriae је врста слепог миша из породице вечерњака (лат. Vespertilionidae).

## Распрострањење
Ареал врсте је ограничен на једну државу. Малезија је једино познато природно станиште врсте.

## Станиште
Станиште врсте су шуме. 
Врста је присутна на подручју острва Борнео у Индонезији.

## Угроженост
Подаци о распрострањености ове врсте су недовољни.